# Friday (canção)
"Friday" é uma canção da cantora americana Rebecca Black, lançada em 10 de fevereiro de 2011 e, portanto, estreou no iTunes em 14 de março de 2011, embora tenha atingido as paradas de vendas do iTunes. Seu videoclipe possui mais de 150 milhões de visualizações no portal YouTube. Tornou-se o vídeo no Youtube que mais rápido alcançou a marca dos 60 milhões de visualizações na história, tendo conseguido isto em apenas 15 dias.

## Composição
A canção consiste em uma batida eletrônica rápida com voz modificada por auto-tune. Fala sobre alguém ansioso pelo final de semana, para poder se divertir. Apesar de o tema ser quase clichê, Lady Gaga disse que Rebecca "é um gênio", Nick Jonas fez um cover da canção ao som do piano em um show e Katy Perry repetiu o feito, porém com um cover ao violão.
A canção também parece fazer alusão ao assassinato de John F. Kennedy segundo teorias na internet.

## Videoclipe
O videoclipe começa com créditos em um caderno, e logo aparece um relógio onde as horas passam rapidamente, ansiosamente aguardando para sexta-feira. Rebecca acorda despenteada e assustada, cantando o começo da música. Logo, aparece ela na sala cantando enquanto sua família corre apressada. A adolescente vai ao ponto de ônibus e vê seus amigos chamando-a no carro. Ela canta o refrão no carro com seus amigos. Em outra cena ela aparece em um carro cheio de garotas à noite, indo para uma festa. Ao chegar, cantando, ela entra na balada. Em outra cena aparece o rapper convidado cantando enquanto dirige. No final, Rebecca aparece cantando em uma espécie de palco improvisado para seus amigos adolescentes.

## Polêmicas
O vídeo foi muito criticado pela mídia por Rebecca aparecer muito "desengonçada" e por isso, o clipe foi considerado o "pior clipe da história". O clipe havia passado de 60 milhões de acessos em 2011 no YouTube, mas foi o vídeo mais rejeitado da história, tendo mais de 3 milhões de dislikes. Já existem várias paródias do clipe na Internet, ridicularizando Rebecca e seu trabalho, porém isso só deu forças para ela continuar. Rebecca tinha apenas 13 anos e ficou extremamente famosa com essa música, que é considerada ensurdecedora. A música foi criticada pelos versos simplórios, timbre desafinado e uso exagerado de autotune.

## Glee
A série americana Glee, regravou a música que foi ao ar no capítulo 20 da segunda temporada. Na lista Hot 100 da Billboard chegou a alcançar a posição #34, mais que a música da própria Rebecca.[carece de fontes?]

## Remoção do Vídeo
No dia 17 de junho, o vídeo original foi excluído do YouTube pela própria Rebecca Black. Não se sabe o porquê, mas possivelmente alguém se passando por ela deletou o vídeo. Atualmente, o vídeo voltou ao ar e conta com as mais de 160 milhões de visualizações de antes.

## Paradas musicais
| Paradas (2011)                            | Posições |
| ----------------------------------------- | -------- |
| Austrália — ARIA Digital Track Chart      | 40       |
| Canadá — Canadian Hot 100                 | 88       |
| Estados Unidos — Heatseekers Songs        | 1        |
| Estados Unidos — Billboard Hot 100        | 58       |
| Irlanda — Irish Singles Chart             | 46       |
| Nova Zelândia — New Zealand Singles Chart | 33       |
| Reino Unido — UK Indie Chart              | 6        |
| Reino Unido — UK Singles Chart            | 61       |